# Charles-Edouard Calame

Bern-Spitalacker

Charles-Edouard Calame (* 7. November 1815 in Lombard, Doubs; † 9. März 1852 in Môtiers) war ein Schweizer Maler, Radierer, Lithograf und Zeichner.
Calame studierte in Neuenburg bei Gabriel Lory dem Jüngeren und unternahm danach eine Studienreise nach Italien. Er setzte das Studium an der École des beaux-arts de Paris bei Léon Cogniet fort.
Er liess sich 1840 in Môtiers nieder. Ab 1842 stellte er seine Werke in Neuenburg aus. 1844 gab er 16 Lithografien unter dem Titel Album du Val de Travers heraus. Er starb im Alter von 36 Jahren.